# Amtsgericht Vilshofen

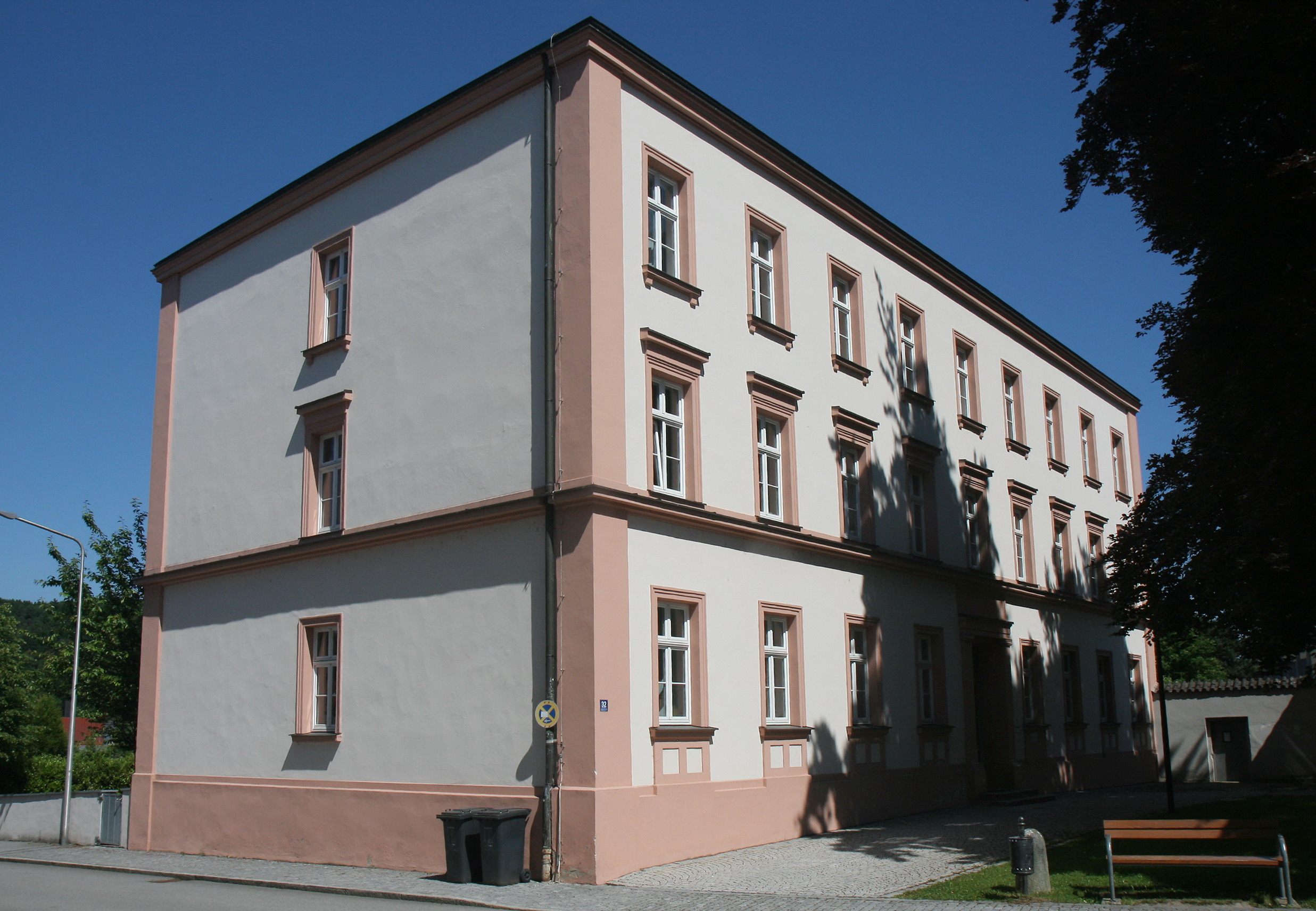
Das ehemalige Amtsgericht Vilshofen in der Kapuzinerstraße 2

Das Amtsgericht Vilshofen war ein von 1879 bis 1973 bestehendes bayerisches Gericht der ordentlichen Gerichtsbarkeit mit Sitz in der Stadt Vilshofen an der Donau in Bayern. Bis 2005 war es noch Zweigstelle des Amtsgerichts Passau.

## Geschichte
Als Folge der Verwaltungsreformen des Jahres 1803 in Bayern wurde
das Landgericht (älterer Ordnung) Vilshofen eingerichtet, von dem 1840 Teile zum neu gebildeten Landgericht Osterhofen kamen. Das Bezirksamt Vilshofen wurde im Jahr 1862 durch den Zusammenschluss der Landgerichte älterer Ordnung Osterhofen und Vilshofen in verwaltungsrechtlicher Hinsicht gebildet. Das Landgericht Vilshofen blieb als Gerichtsbehörde bestehen und wurde mit der Einführung des Gerichtsverfassungsgesetzes 1879 in Amtsgericht Vilshofen umbenannt. Nach der kriegsbedingt erfolgten Herabstufung des Amtsgerichts Osterhofen zur Zweigstelle des Amtsgerichts Vilshofen und der amtlichen Bestätigung dieser Maßnahme im Jahre 1956, wurde das Amtsgericht Osterhofen durch Verordnung des Bayerischen Staatsministers der Justiz am 1. Juli 1959 aufgehoben. Nach der Auflösung des Landkreises Vilshofen wurde 1973 auch das Amtsgericht in Vilshofen aufgelöst und der Sprengel dem Amtsgericht Passau zugeordnet. Bis 1. Juni 2005 war es noch Zweigstelle des Amtsgerichts Passau.
Zum Gerichtssprengel gehörten ursprünglich 22 Gemeinden: Aidenbach, Albersdorf (jetzt Ortsteil von Vilshofen), Aldersbach, Alkofen, Aunkirchen, Beutelsbach, Garham, Haidenburg, Hilgartsberg, Hofkirchen, Iglbach, Kirchberg, Königbach (jetzt Ortsteil von Ortenburg), Ortenburg, Otterskirchen, Pleinting, Rathsmannsdorf, Söldenau, Vilshofen, Walchsing, Windorf und Zeitlarn (Ortsteil von Vilshofen), ab 1880 kam die Gemeinde Eging hinzu. Vom Amtsgericht Osterhofen kamen 1959 die Gemeinden Aholming, Aicha an der Donau, Altenmarkt, Anning, Buchhofen, Forsthart, Galgweis, Gergweis, Göttersdorf, Kirchdorf bei Osterhofen, Künzing, Langenamming, Langenisarhofen, Moos, Neusling, Neutiefenweg, Niedermünchsdorf, Niederpöring, Oberndorf, Oberpöring, Osterhofen, Ottmaring, Ramsdorf, Wallerfing und Wisselsing hinzu.

## Gerichtsgebäude
Das ehemalige Gerichtsgebäude in der Kapuzinerstraße 32 ist ein zweiflügeliger und dreigeschossiger Flachwalmdachbau mit Pilasterportal und Putzgliederungen, spätklassizistisch von 1868. Es ist heute Sitz eines Finanzamts.